# 张华立
张华立（1964年1月—），湖南桃源人，男，汉族，中华人民共和国媒体工作者，中国共产党党员。现任湖南省人民政府参事、中国电视艺术家协会副主席、湖南省文联兼职副主席、湖南省电视艺术家协会主席。曾任湖南广播影视集团（湖南广播电视台）党委书记、董事长。

## 生平
张华立1986年毕业于复旦大学，毕业后进入湖南电视台新闻中心任记者、制片人。1989年，张华立策划推出中国大陆第一档深度新闻节目《焦点》。1997年8月，任湖南电视台新闻中心副主任。1998年12月，调入湖南文体频道（现娱乐频道）担任第一副主任，2001年升任总监制。张华立刚进入文体频道工作时，该频道的广告收入偏低，经营出现困境。至2002年，由于湖南省的体育资源贫乏，张华立决定更改频道定位为娱乐频道，并对频道进行全面性的改革，引入年轻化团队，推出《开心芒果》《娱乐急先锋》《超级男声》等节目。其在2003年主导推出的气象生活资讯节目《星气象》，由于存在色情低俗的问题引发争议。张华立随领导三次赴北京检讨，其意见也登上中共中央政研室内参的头条。迫于压力，该节目于开播17天后停播。同年底，张华立创办天娱传媒和一家艺术品公司，以此进一步实施体制改革，寻求进军全国市场。2004年，天娱传媒与湖南卫视推出《超级女声》节目，张华立因而被誉为“超女之父”。凭借“超女”的影响力，湖南卫视自此时起大量推出娱乐、选秀节目，逐步发展壮大。
2006年12月，任湖南广播影视集团副总经理；2008年7月，任湖南电视台（总台）（2010年改组为湖南广播电视台）总编辑、第一副台长；2010年12月，任湖南卫视总监，任职期间推出《我是歌手》《爸爸去哪儿》《变形计》《声临其境》等综艺节目，同时提出“祥和中国节”概念，推出一系列中国传统节日系列节目。2015年5月，兼任湖南广播影视集团总经理。2017年11月，任上市公司快乐购董事长。在张华立的主导下，2018年6月21日，快乐购收购湖南广电旗下快乐阳光、芒果互娱、天娱传媒、芒果影视和芒果娱乐5家公司，完成重大资产重组，并更名为芒果超媒。更名后，公司业绩凭借核心业务芒果TV的发展大幅增长。
2020年6月，任湖南广播影视集团有限公司（湖南广播电视台）董事长，任内推动湖南卫视的互联网化改造，并与芒果TV实现战略融合。2023年2月，不再担任芒果超媒董事长；同年9月，当选为中国电视艺术家协会副主席。2024年2月，任湖南省人民政府参事；同年3月，不再担任湖南广播影视集团有限公司（湖南广播电视台）董事长、党委书记。